# Wierzbie (Olesno)
Pour les articles homonymes, voir Wierzbie.
Wierzbie est une localité polonaise de la gmina de Praszka, située dans le powiat d'Olesno en voïvodie d'Opole.